# Nystalea
Nystalea is een geslacht van vlinders van de familie tandvlinders (Notodontidae), uit de onderfamilie Nystaleinae.

## Soorten
- N. aequipars Walker, 1858
- N. albipicta Schaus, 1923
- N. amatura Schaus, 1928
- N. analeptris Draudt, 1932
- N. argolarma Draudt, 1932
- N. arimathea Schaus, 1923
- N. biumbrata Schaus, 1928
- N. corrusca Schaus, 1904
- N. dahni Schaus, 1939
- N. difficilis Draudt, 1932
- N. discalis Schaus, 1910
- N. drucei Schaus, 1901
- N. eastmani Schaus, 1928
- N. ebalea Cramer, 1781
- N. eutalanta Dyar, 1921
- N. folia Jones, 1912
- N. forfex Dognin, 1908
- N. guzmani Schaus, 1910
- N. idonea Walker, 1858
- N. inchoans Walker, 1857
- N. indiana Grote, 1884
- N. joanna Schaus, 1906
- N. julitha Schaus, 1928
- N. kayei Schaus, 1904
- N. lavana Dognin, 1908
- N. lineiplena Walker, 1857
- N. longicornis Felder, 1874
- N. lophocera Dyar, 1915
- N. malga Schaus, 1904
- N. manacoides Schaus, 1921
- N. marmorata Jörgensen, 1934
- N. marmorea Schaus, 1901
- N. marona Schaus, 1905
- N. melites Schaus, 1939

- N. multiplex Dognin, 1909
- N. nigritorquata Dognin, 1900
- N. nyseus Cramer, 1775
- N. nystalina Draudt, 1932
- N. ocellata Rothschild, 1917
- N. olivescens Dognin, 1916
- N. parsoni Schaus, 1928
- N. plumipes Schaus, 1901
- N. porgana Schaus, 1906
- N. postpuncta Schaus, 1920
- N. quaesita Draudt, 1932
- N. rhetesa Schaus, 1937
- N. rutilans Schaus, 1939
- N. scarra Schaus, 1922
- N. scintillans Draudt, 1932
- N. sequora Schaus, 1906
- N. serrata Schaus, 1921
- N. severina Schaus, 1928
- N. similis Draudt, 1932
- N. squamosa Butler, 1879
- N. striata Schaus, 1910
- N. superciliosa Guenée, 1852
- N. virgula Felder, 1874
- N. xylophasioides Butler, 1878
- N. zeuzeroides Rothschild, 1917